# Éverton Cardoso da Silva
Éverton Cardoso da Silva (Nortelândia, Mato Grosso, Brasil, 11 de diciembre de 1988) es un futbolista brasileño. Juega como centrocampista y su equipo actual es el Ponte Preta del Campeonato Brasileño de Serie B.

## Trayectoria
En 2011 fue cedido en calidad de préstamo al Suwon Samsung Bluewings de Corea del Sur. En 2023 regresa a Tigres UANL.

## Clubes
| Club                        | País          | Año           |
| --------------------------- | ------------- | ------------- |
| Paraná Clube                | Brasil        | 2006-2008     |
| C. R. Flamengo              | Brasil        | 2008-2009     |
| Tigres de la UANL           | México        | 2010          |
| Botafogo *                  | Brasil        | 2011          |
| Suwon Samsung Bluewings *   | Corea del Sur | 2011-2013     |
| Clube Atlético Paranaense * | Brasil        | 2013          |
| C. R. Flamengo              | Brasil        | 2014-2018     |
| São Paulo F. C.             | Brasil        | 2018-2020     |
| Grêmio                      | Brasil        | 2020-2022     |
| Cuiabá Esporte Clube        | Brasil        | 2022          |
| Grêmio                      | Brasil        | 2022          |
| Ponte Preta                 | Brasil        | 2022          |
| Grêmio                      | Brasil        | 2022-2023     |
| Ponte Preta                 | Brasil        | 2023-presente |

- * Cedido

## Estadísticas
- Actualizado 22 de julio de 2019.

| Club                                  | Temporada           | Campeonato nacional | Campeonato nacional | Campeonato nacional | Copa nacional | Copa nacional | Copa nacional | Internacionales | Internacionales | Internacionales | Regionales | Regionales | Regionales | Total | Total | Total  |
| Club                                  | Temporada           | Part.               | Goles               | Asist.              | Part.         | Goles         | Asist.        | Part.           | Goles           | Asist.          | Part.      | Goles      | Asist.     | Part. | Goles | Asist. |
| ------------------------------------- | ------------------- | ------------------- | ------------------- | ------------------- | ------------- | ------------- | ------------- | --------------- | --------------- | --------------- | ---------- | ---------- | ---------- | ----- | ----- | ------ |
| Paraná Brasil                         | 2007                | 29                  | 2                   | 2                   | —             | —             | —             | —               | —               | —               | 0          | 0          | 0          | 29    | 2     | 2      |
| Paraná Brasil                         | 2008                | 17                  | 2                   | 1                   | 4             | 0             | 0             | —               | —               | —               | 0          | 0          | 0          | 21    | 2     | 1      |
| Paraná Brasil                         | Total               | 46                  | 4                   | 3                   | 4             | 0             | 0             | 0               | 0               | 0               | 0          | 0          | 0          | 50    | 4     | 3      |
| Tigres México                         | 2009–10             | 8                   | 0                   | 0                   | —             | —             | —             | —               | —               | —               | —          | —          | —          | 8     | 0     | 0      |
| Tigres México                         | 2010–11             | 7                   | 0                   | 1                   | —             | —             | —             | —               | —               | —               | —          | —          | —          | 7     | 0     | 1      |
| Tigres México                         | Total               | 15                  | 0                   | 1                   | 0             | 0             | 0             | 0               | 0               | 0               | 0          | 0          | 0          | 15    | 0     | 1      |
| Botafogo Brasil                       | 2011                | 17                  | 0                   | 2                   | 6             | 0             | 1             | 1               | 0               | 0               | 11         | 1          | 4          | 35    | 1     | 7      |
| Botafogo Brasil                       | Total               | 17                  | 0                   | 2                   | 6             | 0             | 1             | 1               | 0               | 0               | 11         | 1          | 4          | 35    | 1     | 7      |
| Suwon Samsung Bluewings Corea del Sur | 2012                | 29                  | 7                   | 0                   | 2             | 1             | 0             | —               | —               | —               | —          | —          | —          | 31    | 8     | 0      |
| Suwon Samsung Bluewings Corea del Sur | Total               | 29                  | 7                   | 0                   | 2             | 1             | 0             | 0               | 0               | 0               | 0          | 0          | 0          | 31    | 8     | 0      |
| Athletico Paranaense Brasil           | 2013                | 33                  | 3                   | 4                   | 11            | 1             | 0             | —               | —               | —               | 7          | 0          | 2          | 51    | 4     | 6      |
| Athletico Paranaense Brasil           | Total               | 33                  | 3                   | 4                   | 11            | 1             | 0             | 0               | 0               | 0               | 7          | 0          | 2          | 51    | 4     | 6      |
| C. R. Flamengo Brasil                 | 2008                | 10                  | 0                   | 4                   | —             | —             | —             | —               | —               | —               | —          | —          | —          | 10    | 0     | 4      |
| C. R. Flamengo Brasil                 | 2009                | 28                  | 2                   | 4                   | 3             | 0             | 0             | 2               | 0               | 1               | 9          | 2          | 0          | 42    | 4     | 5      |
| C. R. Flamengo Brasil                 | 2014                | 28                  | 4                   | 3                   | 6             | 1             | 0             | 6               | 3               | 1               | 9          | 2          | 0          | 49    | 10    | 4      |
| C. R. Flamengo Brasil                 | 2015                | 33                  | 4                   | 2                   | 4             | 0             | 1             | —               | —               | —               | 15         | 3          | 2          | 52    | 7     | 5      |
| C. R. Flamengo Brasil                 | 2016                | 30                  | 3                   | 6                   | 1             | 0             | 0             | 1               | 1               | 0               | 11         | 1          | 0          | 43    | 5     | 6      |
| C. R. Flamengo Brasil                 | 2017                | 27                  | 4                   | 7                   | 6             | 1             | 1             | 11              | 1               | 4               | 13         | 4          | 1          | 57    | 10    | 13     |
| C. R. Flamengo Brasil                 | 2018                | —                   | —                   | —                   | —             | —             | —             | 2               | 1               | 0               | 7          | 2          | 0          | 9     | 2     | 0      |
| C. R. Flamengo Brasil                 | Total               | 150                 | 17                  | 26                  | 20            | 2             | 2             | 22              | 6               | 6               | 64         | 14         | 3          | 262   | 39    | 37     |
| São Paulo F. C. Brasil                | 2018                | 27                  | 5                   | 6                   | —             | —             | —             | 2               | 0               | 0               | —          | —          | —          | 29    | 5     | 6      |
| São Paulo F. C. Brasil                | 2019                | 7                   | 1                   | 1                   | 2             | 0             | 0             | 2               | 0               | 0               | 13         | 1          | 1          | 24    | 2     | 2      |
| São Paulo F. C. Brasil                | Total               | 34                  | 6                   | 6                   | 2             | 0             | 0             | 4               | 0               | 0               | 13         | 1          | 1          | 53    | 7     | 8      |
| Total en su carrera                   | Total en su carrera | 330                 | 37                  | 42                  | 45            | 4             | 3             | 27              | 6               | 6               | 95         | 16         | 10         | 497   | 63    | 62     |

- a. Juegos de Copa de Brasil y Copa FA
- b. juegos de Copa Sudamericana y Copa Libertadores de América
- c. Juegos de Campeonato Paranaense, Campeonato Carioca, Marbella Cup, Amistoso, Granada Cup, Super Series e Troféu Asa Branca

### Selección Brasileira
A continuación se enumeran todos los juegos y objetivos de la selección brasileña de fútbol, de las categorías básicas. Debajo de la tabla, haga clic en expandir para ver la lista detallada de juegos según la categoría seleccionada.
Sub-20
| Ano   |       |      |         |       |
| Ano   | Jogos | Gols | Assist. | Média |
| ----- | ----- | ---- | ------- | ----- |
| 2007  | 2     | 0    | 0       | 0     |
| Total | 2     | 0    | 0       | 0     |

## Palmarés

### Campeonatos regionales
| Título                | Club           | País   | Año  |
| --------------------- | -------------- | ------ | ---- |
| Campeonato Paranaense | Paraná Clube   | Brasil | 2006 |
| Taça Rio              | C. R. Flamengo | Brasil | 2009 |
| Campeonato Carioca    | C. R. Flamengo | Brasil | 2009 |
| Taça Guanabara        | C. R. Flamengo | Brasil | 2014 |
| Campeonato Carioca    | C. R. Flamengo | Brasil | 2014 |
| Campeonato Carioca    | C. R. Flamengo | Brasil | 2017 |
| Taça Guanabara        | C. R. Flamengo | Brasil | 2018 |

### Campeonatos nacionales
| Título         | Club           | País   | Año  |
| -------------- | -------------- | ------ | ---- |
| Serie A        | C. R. Flamengo | Brasil | 2009 |
| Copa de Brasil | C. R. Flamengo | Brasil | 2013 |